# Djamaâ El Kebir
Grande mosquée d'Alger (1097)
Pour les articles homonymes, voir Grande Mosquée d'Alger (homonymie).
Le Djamâa El Kebir (الجامع الكبير) — littéralement : la Grande Mosquée — est une des principales mosquées d'Alger d'époque médiévale. Sa construction remonte au XIe siècle, avec une assise hammadide agrandie par le sultan Almoravide, Youssef Ben Tachfine. Elle faisait partie de la ville berbère d'origine, le minaret date de 1324 et fut construit par le sultan zianide de Tlemcen, Abû Tâshfîn. C'est donc l'une des plus anciennes mosquées de la ville.
Faisant partie de la casbah d'Alger, la mosquée est classée avec cet ensemble au patrimoine mondial de l'humanité par l'UNESCO en 1992 et figure sur la liste du patrimoine national algérien depuis 1967.

## Histoire
Djamâa El Kebir est bâtie en partie sur les ruines d'une ancienne basilique chrétienne et une partie des substructions repose sur une portion de l'ancien rempart romain. Selon l'historien El Bekri, l'abside de cet ancien édifice pointant vers le levant, servait de lieu de prière. Elle était décorée de tapis et d'images saintes les jours de fête.
Une inscription romaine, placée sous le portique rue de la Marine provient d'un monument ayant décoré Icosium et dont la suite a été trouvée rue Hadj Omar (ex-rue Bruce),. Une inscription du minbar affirme : « Au nom de Dieu, clément et miséricordieux, ce mirhab a été élevé le premier jour de Rajab de l'an 490 (14 juin 1097) ».
Le minbar selon l’inscription date de l'année 490 (1097) et œuvre d'un certain Mohamed. Il est ainsi antérieur à la mosquée elle-même et fut probablement réemployé dans le nouvel édifice. En effet l’existence d'une mosquée cathédrale antérieure à la période almoravide est attestée à Alger par El Bakri. Le style de ce minbar, bien qu'ayant été bâti sous une dynastie Sanhadja (Hammadides) dont l'inspiration essentielle est l’Égypte et la Mésopotamie (car reconnaissant les califes fatimides puis abbassides) doit être rattaché au style andalou et cordouan.
Selon l'analyse stylistique de Marçais, la mosquée date de l'année hégirienne 490 ; elle est bâtie par l'Almoravide, Youssef Ibn Tachfin. En effet, Alger ville côtière est en rapport plus étroit avec l'Occident du monde musulman et l'Andalousie et se rattache pour l'époque à la tradition artistique andalouse qui de Cordoue influence Tlemcen, Fès et Alger. Son agencement évoque celui de la Grande mosquée de Cordoue et de la Grande mosquée de Kairouan. Le sultan zianide Abû Tâshfîn, fit bâtir trois siècles plus tard le minaret actuel.
Les fragments d'épitaphes retrouvés et le style évoquent un lien avec le style des dynasties sanhadja de Bérbérie orientale. Le minbar fait lui témoigne de la transition entre un premier style maghrébin oriental et une typologie hispano-maghrébine plus tardive que l'on retrouve notamment dans la Grande Mosquée de Tlemcen.
Elle est endommagée lors des combats pour le Peñon d'Alger de 1529 entre le corsaire turc d'Alger: Khayr ad-din Barberousse et les Espagnols, puis par les Bombardements français en 1683. Un texte ancien rapporte que les livres de la Mosquée furent mis en sureté au Fort l'Empereur lors des bombardements de 1683 qui endommagèrent la partie voisine du mirhab.

## Inscriptions votives

### Sur le minbar

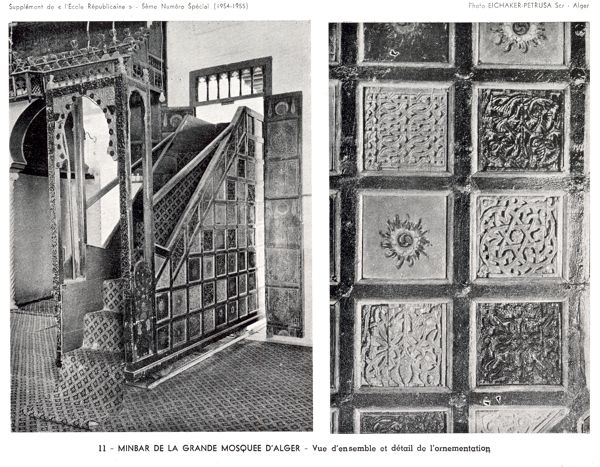
Le minbar et le détail de son ornementation.

Le minbar de la mosquée est conservé actuellement au Musée national des antiquités et des arts islamiques. Il est le plus ancien et le plus finement ciselé d’Algérie.
On y trouve sur le minbar une inscription en graphie coufique :

« بسم الله الرحمن الرحيم أتم هذا المنبر في أول شهر رجب من سنة تسعين وأربعمائة. الذي عمل محمد »

« Au nom d’Allâh, le Clément, le Miséricordieux. Cette chaire a été achevée le premier du mois de Rajab de l’année 409. Œuvre de Muhammad. »

### Plaque de marbre

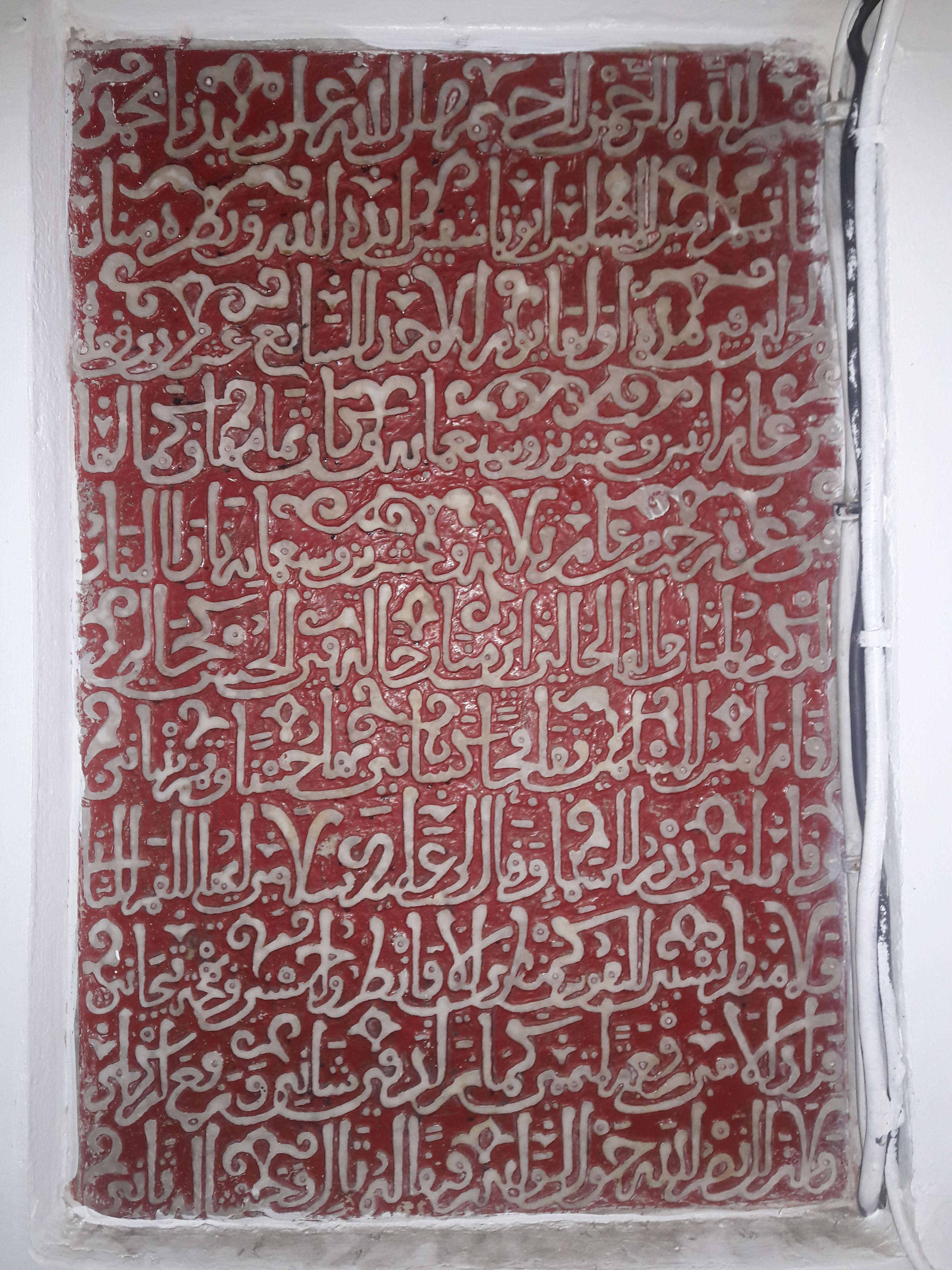
La plaque de marbre

Sur une plaque de marbre blanc placée sur l'un des murs, près de l'entrée du minaret.

« بسم الله الرحمن الرحيم، صلى الله على سيدنا محمد لما تمم أمير المسلمين أبو تاشفين أيده الله ونصره منار الجزائر في مدة أولها يوم الأحد السابع عشر من ذي القعدة من عام اثنين وعشرين وسبعمائة وكان تمامها في كمالها في غرة رجب عام ثلاثة وعشرين وسبعمائة ناد المنار المذكور بلسان حاله الحالي" أي منار حاله الحسن كحالي أقام أمير المسلمين تفاحا كساني بها حسنا وتمم بنياني وقابلني بدر السماء وقال لي عليك سلامي أيها القمر الثاني فلا منظر يسبي نفوسا كمنظري ألا فانظروا حسني وبهجة تيجاني فزاد نصر الله حول لوائه رفيقا له تال وجيشا له ثاني »

« Au nom d’Allâh le Clément le Miséricordieux, qu’Allâh bénisse notre prophète Muhammad !Lorsque le prince des musulmans Abû Tâshufîn qu’Allâh le fortifie et l’assiste eut achevé le minaret d’Alger en un laps de temps qui commence le dimanche 17 dhil Qi’da de l’an sept cent vingt deux, se termine et s’achève le premier du mois du rajab de l’an sept cent vingt trois, le minaret susdit, s’écria dans la langue (muette) à propos de sa situation actuelle : « Où existe-t-il un minaret à la beauté comparable à la mienne ? Le prince des musulmans a dressé des pommes dont il m’a revêtu pour m’embellir et a complété ma construction. »

## Architecture

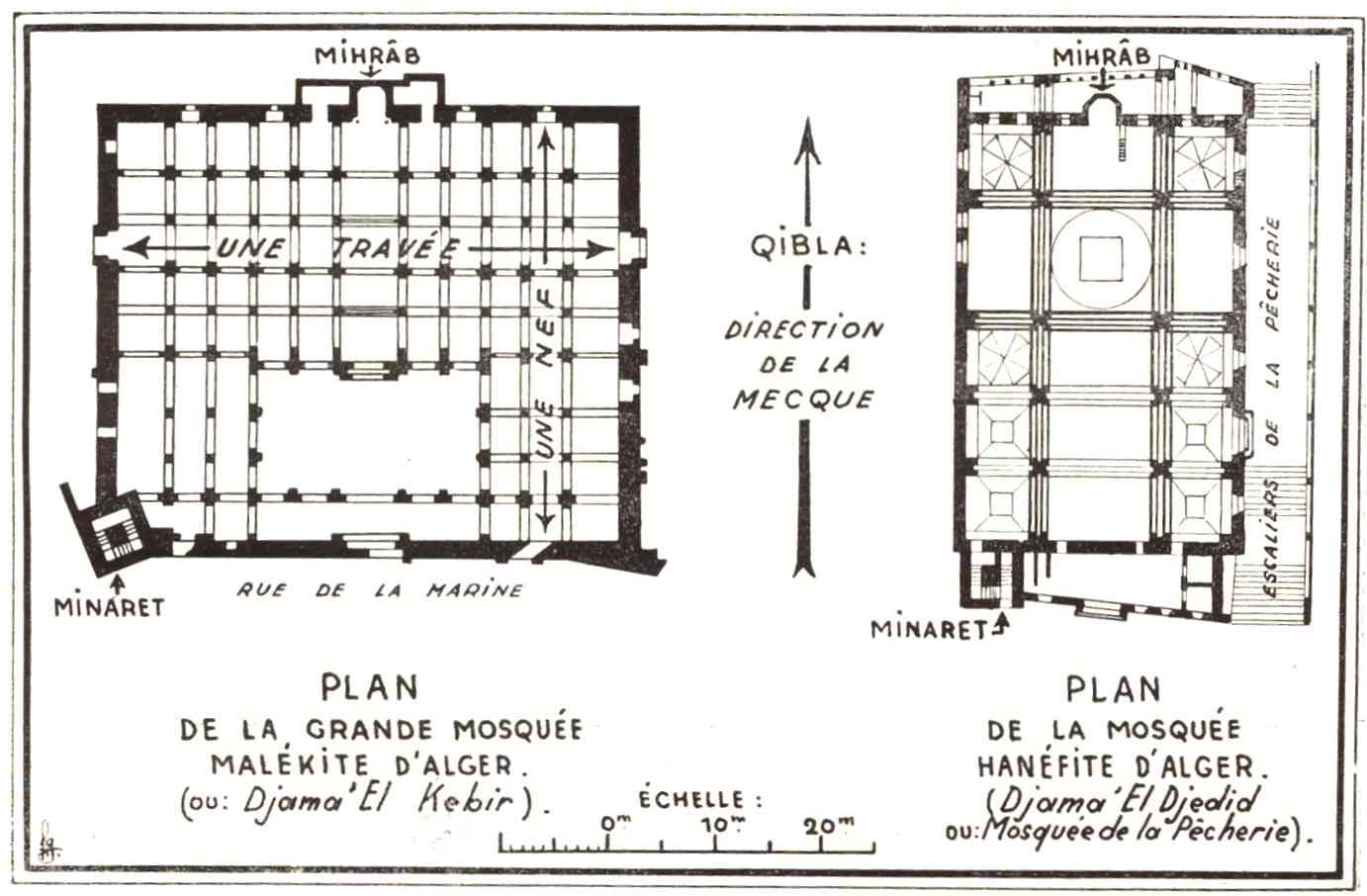
Plan de Djamaâ el Kebir à gauche, comparé à celui de Djamaâ el Jdid (mosquée de la Pêcherie) à droite.

Cette mosquée de plan arabe, emblématique de l’architecture religieuse almoravide, est la plus grande et la plus ancienne mosquée d’Alger. L’édifice rectangulaire est plus large que profond et couvert de doubles toitures en tuiles, comme toutes les mosquées almoravides. Plus récemment on a recouvert les tuiles rouges de son toit de rouleaux d’étanchéité. Elle est construite en pierre, brique, tuile, bois sur une charpente de bois. Le décor intérieur est fait de céramique et de bois. La Grande Mosquée d'Alger, la Grande Mosquée de Tlemcen et la Grande Mosquée de Nedroma sont les seuls monuments de la dynastie Almoravides subsistant de nos jours.

### Galerie extérieure

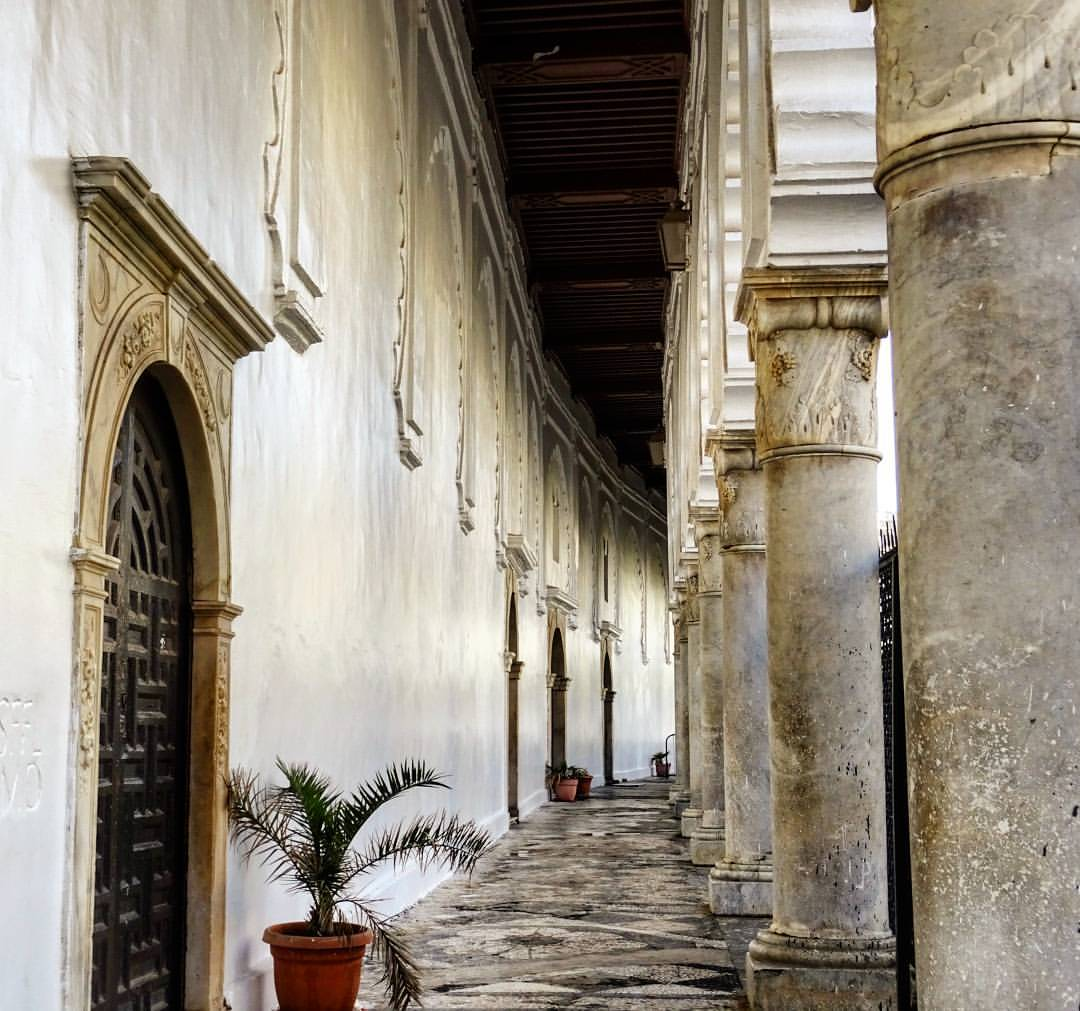
Le péristyle situé à l'entrée de l'édifice.

La galerie extérieure, le péristyle, n’est pas d’origine. Elle a été ajoutée en 1836. Ses colonnes de marbre à chapiteaux décorés de motifs floraux proviennent de la mosquée Es-sayida qui s’élevait à la Place des Martyrs et que l’on jeta à bas en 1830.

### Salle de prière
La salle de prière, sans coupole centrale, est hypostyle; les piliers sont reliés par de grands arcs. Elle est munie d’entrées latérales, est divisée en onze nefs perpendiculaires au mur qiblî et en cinq travées. Les arcs polylobés parallèles au mihrab alternent avec des arcs outrepassés légèrement brisés perpendiculaires à celui-ci, qui reposent sur des piliers rectangulaires et cruciformes.
À côté des arcs brisés que l’on trouve déjà dans les monuments antérieurs, les Almoravides ont fait une large place dans leur décor à d'autres formes d'arcs. Ils développent au Maghreb l'arc polylobé, que les Andalous avaient utilisé à la Grande Mosquée de Cordoue, en le diversifiant ; ils emploient des arcs à cinq, neuf et onze lobes, introduisant dans leurs édifices religieux une véritable hiérarchie des arcs qui sera retenue par leurs successeurs. La robustesse des piliers et l'élégance des arcs outrepassés brisés donnent aux travées de la Grande Mosquée d'Alger une simplicité harmonieuse.

### Mihrab

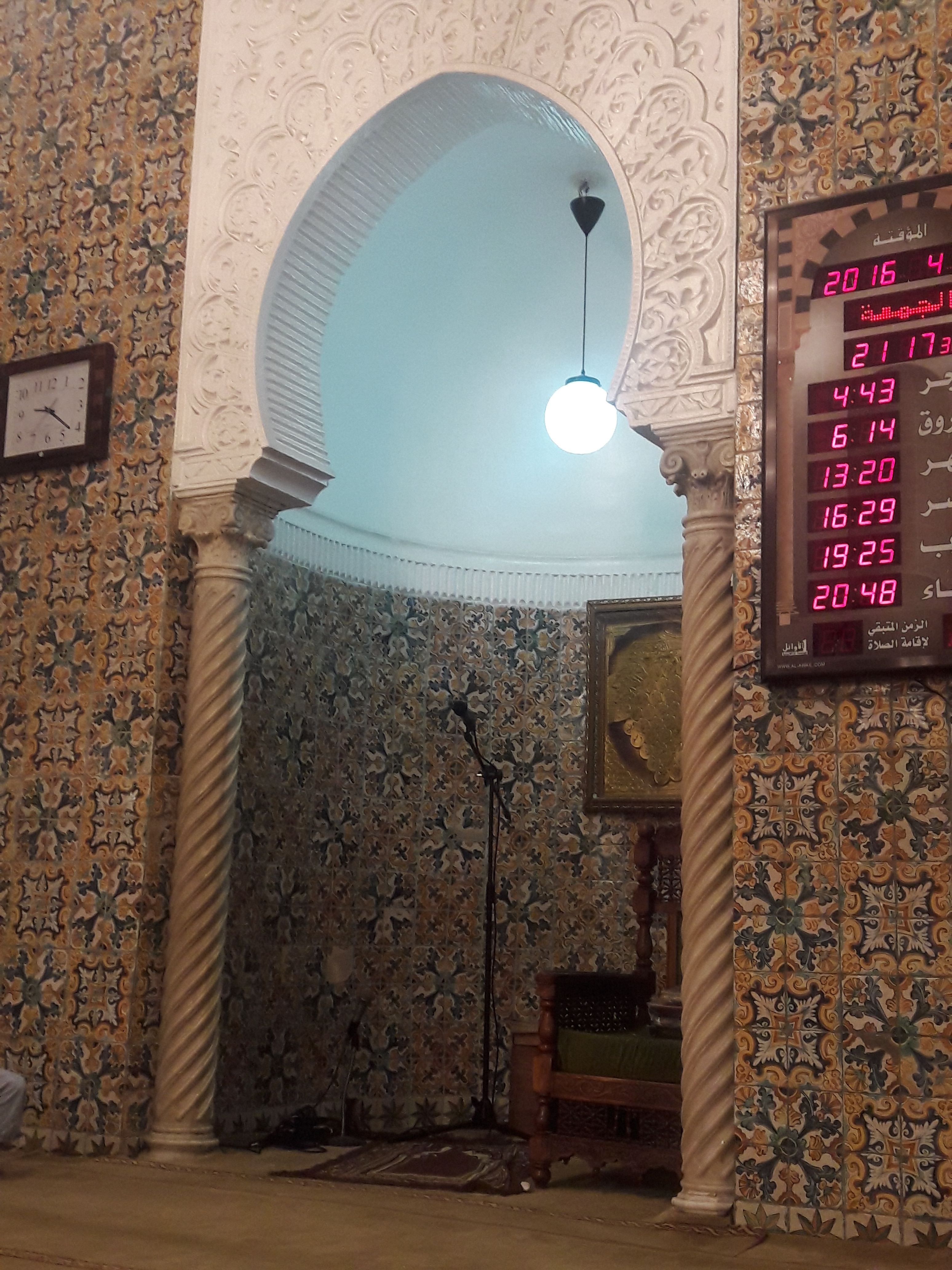
Le mihrab de la mosquée

La nef centrale, plus large, est magnifiée par des arcs qui s’enrichissent de découpures en lobes circonscrits de galons entrelacés. Elle conduit au mihrab qui fut reconstruit. Il est décoré de colonnes et de céramique. Flanqué de deux colonnettes spiralées et surmonté d'un arc en ogive décoré de stucs en relief, il est creusé d’une niche à fond plat à pans coupés. Il n'a malheureusement pas conservé son décor. De part et d’autre du mihrâb, deux portes donnent accès à de petites pièces barlongues. L’une conserve encore son ingénieux système de rails au sol, qui permettait de mouvoir le minbar pourvu de roues de la réserve jusqu’à la salle de prière.

### Cour intérieure

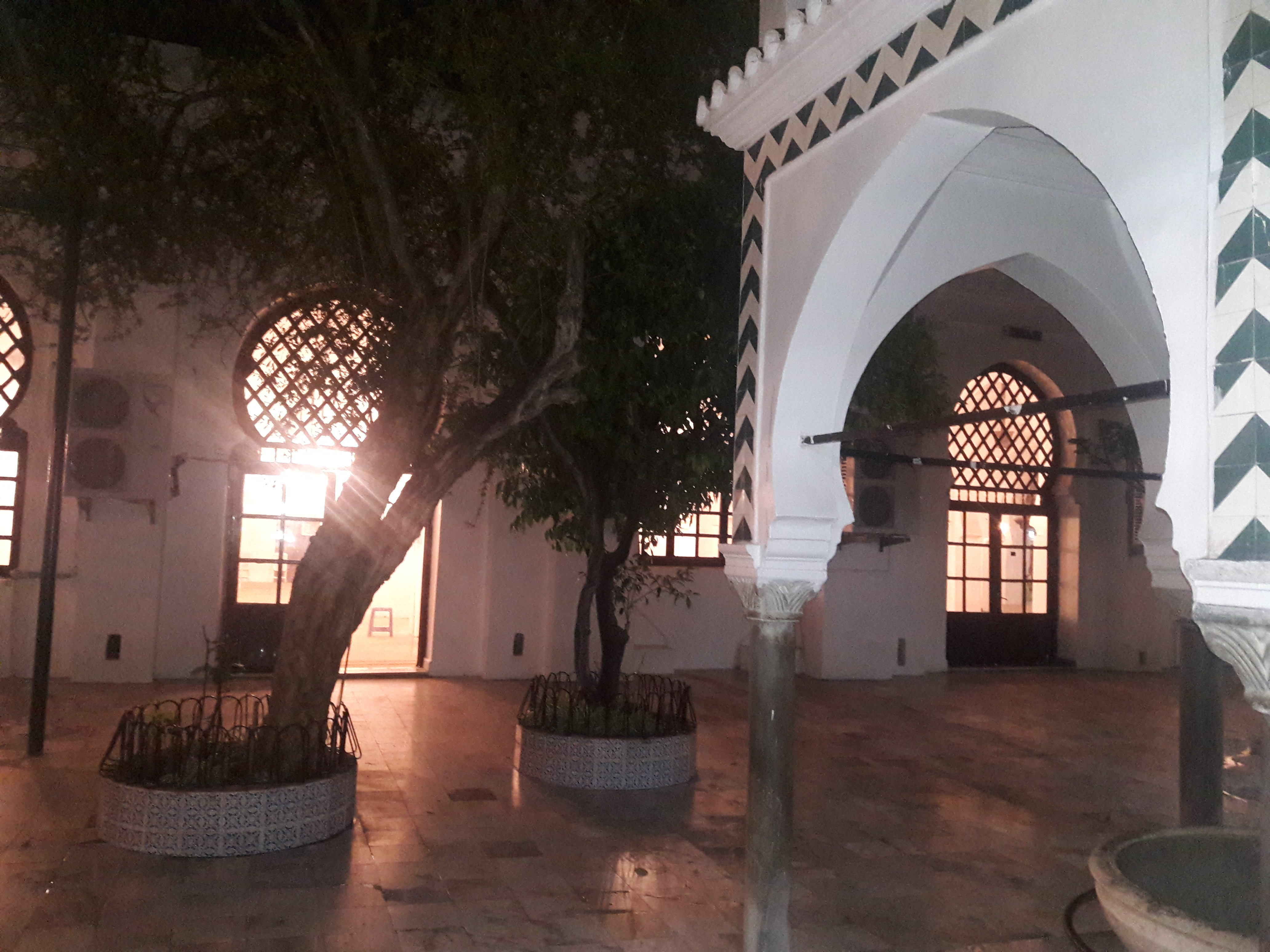
La cour intérieure

On accède à la cour par un portique conduisant à trois entrées percées dans le mur nord. La cour barlongue est entourée de portiques dont certains constituent le prolongement des nefs de la salle de prière.

### Minaret

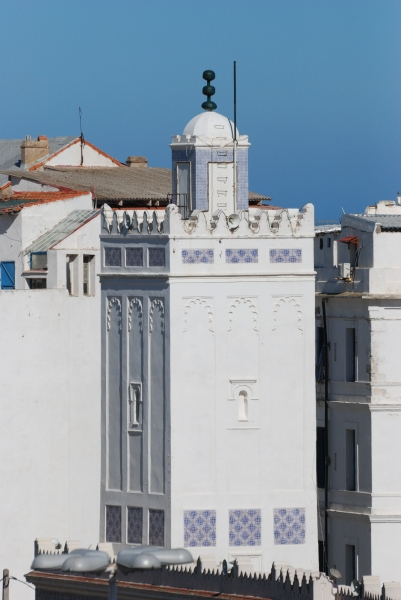
Le minaret de style zianide

Le minaret est surmonté d’une hampe que traversent trois boules de cuivre de grosseur décroissante. Dans l’angle nord-est subsiste Bâb al-Jenina, avec ses différentes pièces de service réservées à l’imam, ainsi que le minaret. Sa position dans l’édifice est une particularité observée chez les Zianides. Son fut quadrangulaire s’achève par des merlons à degrés et un lanternon au profil similaire. Sa surface est animée de niches rectangulaires aux arcs polylobés aveugles et de céramiques bleues et blanches dues à une restauration d'époque coloniale.

## Imams

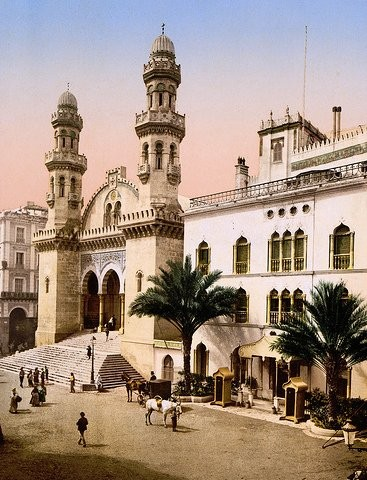
Cheikh Mustapha El Kebabti (1775-1860)
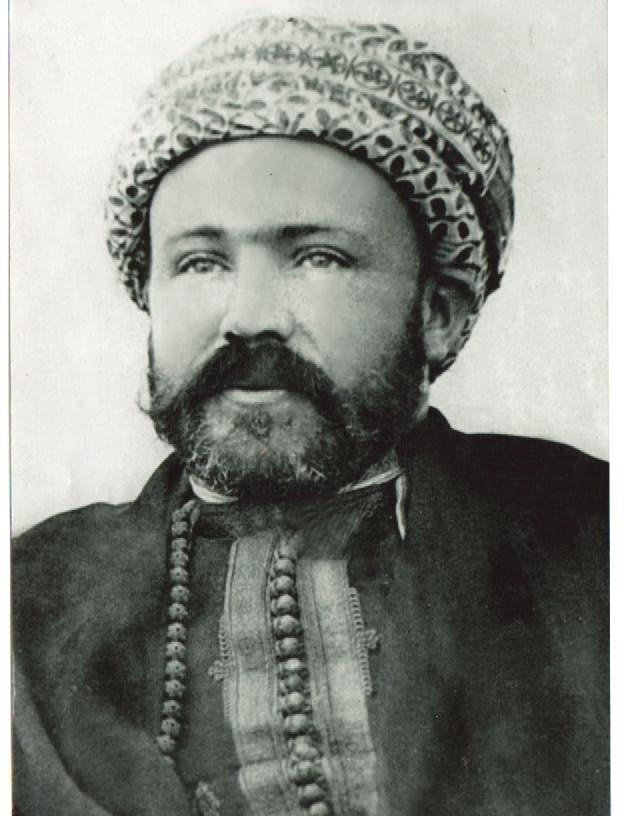
Abdelhalim Bensmaïa (1866-1933).
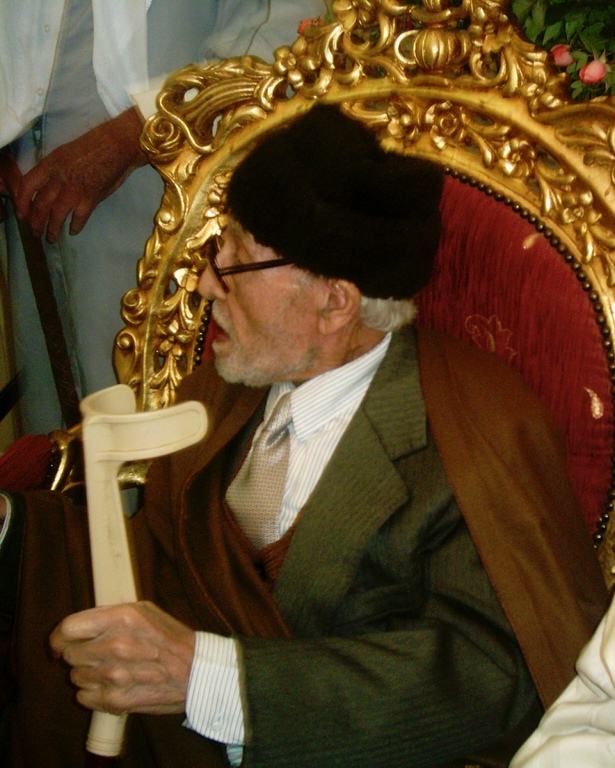
Abderrahmane Djilali (1908-2010).

## Galerie

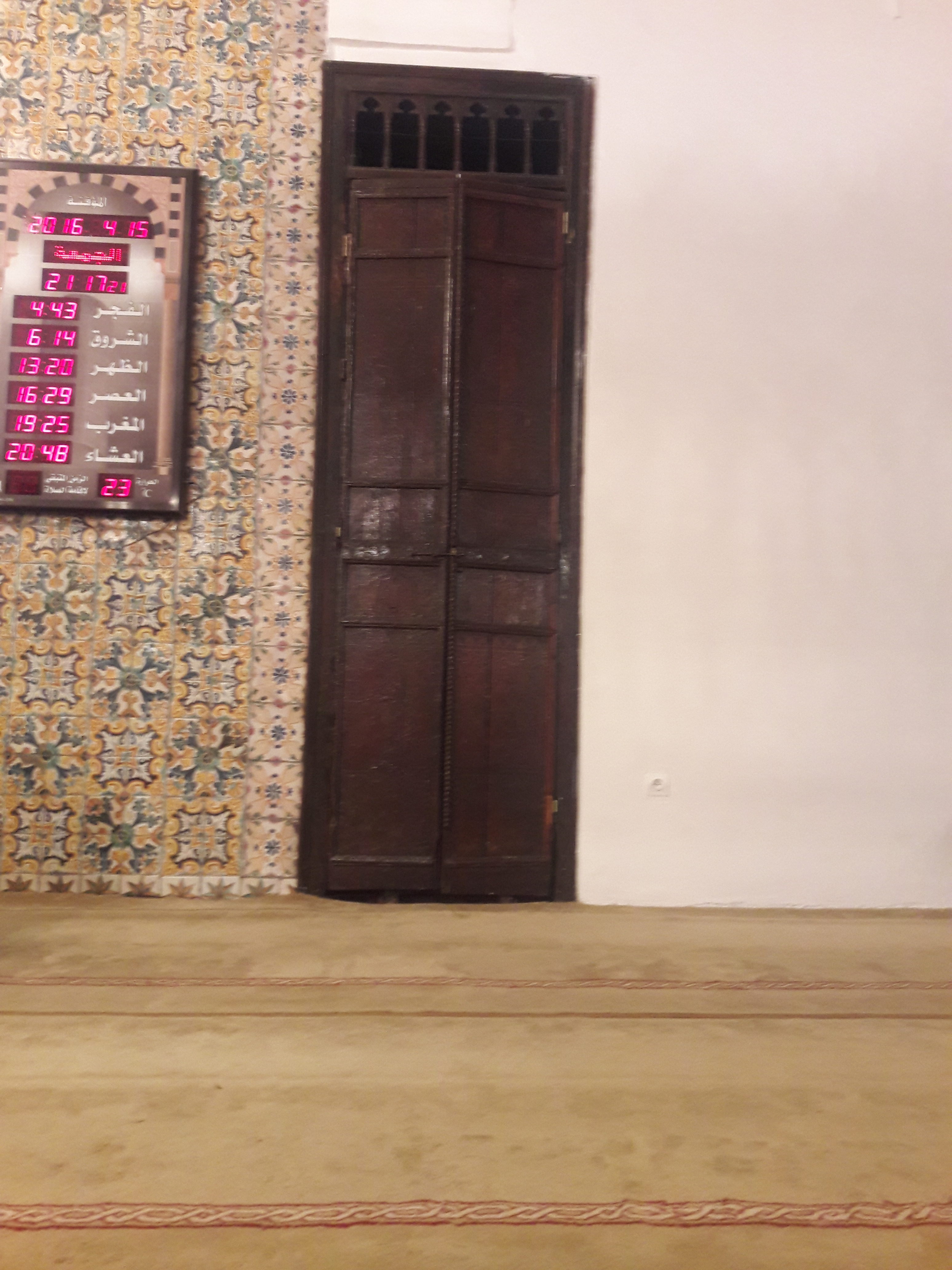
La porte de la petite salle du minbar
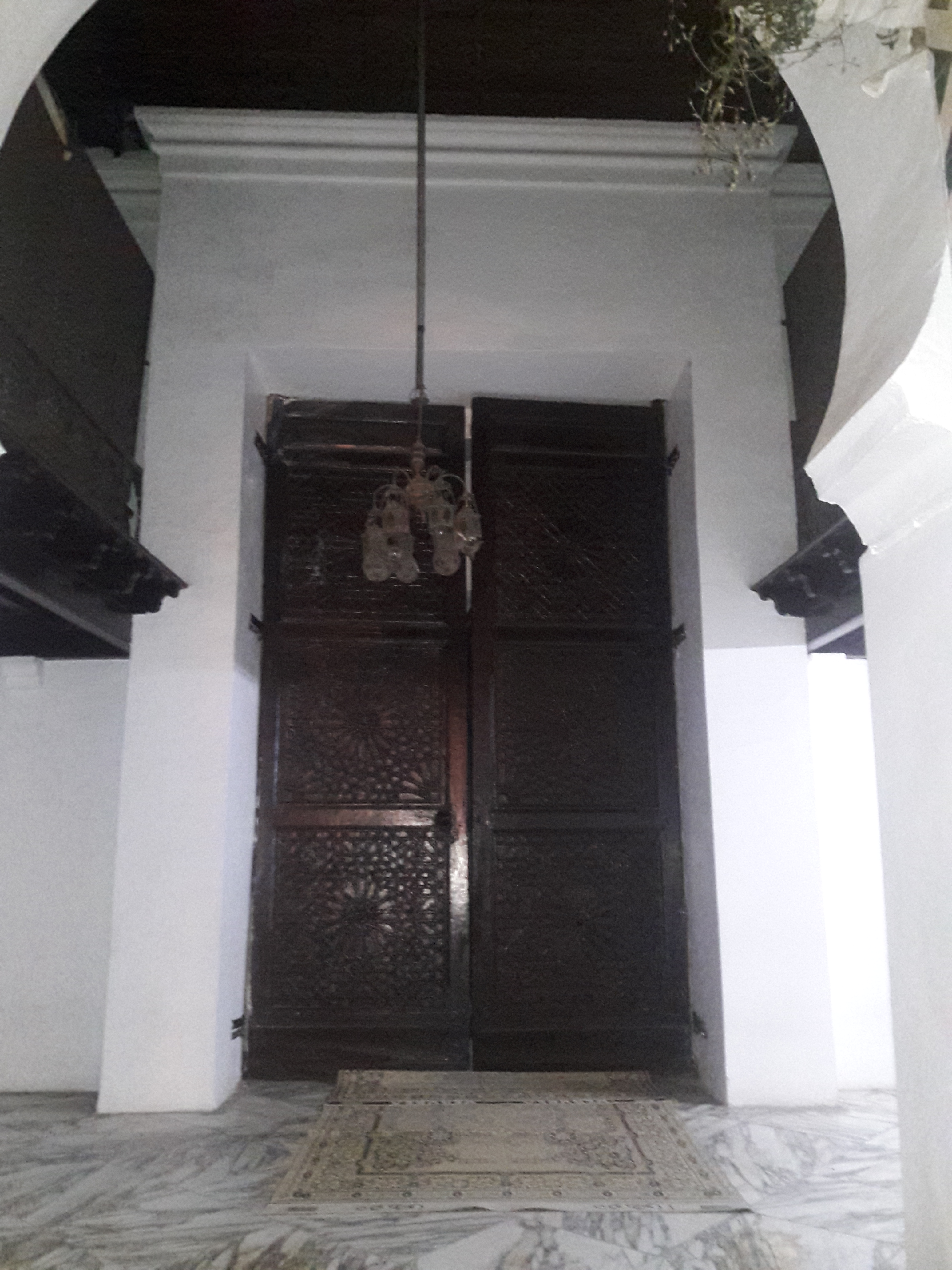
La porte menant à la cour
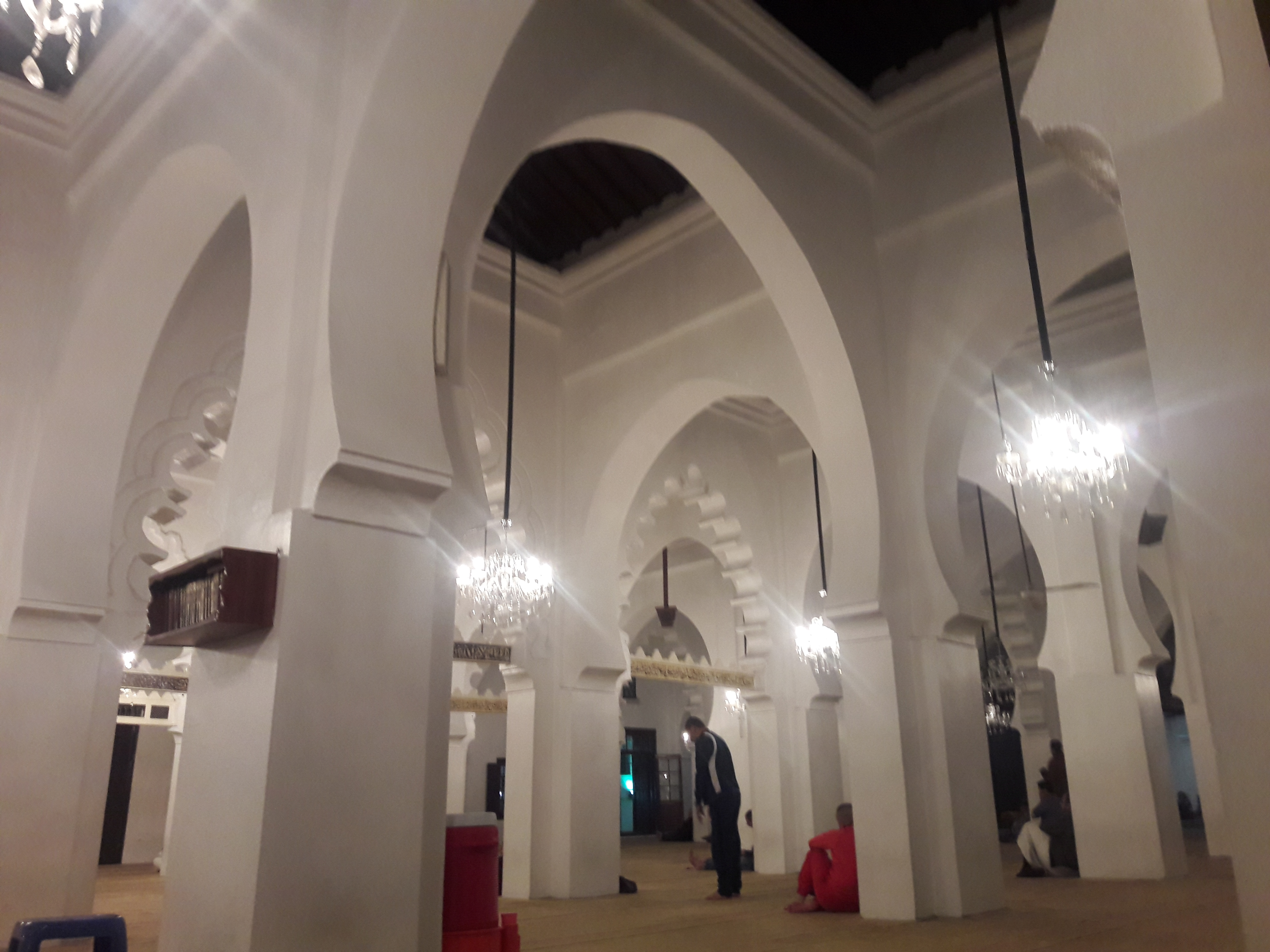
Les arcs de la mosquée
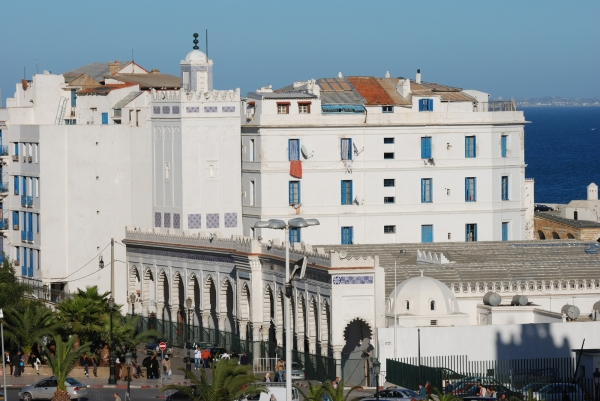
Vue générale.
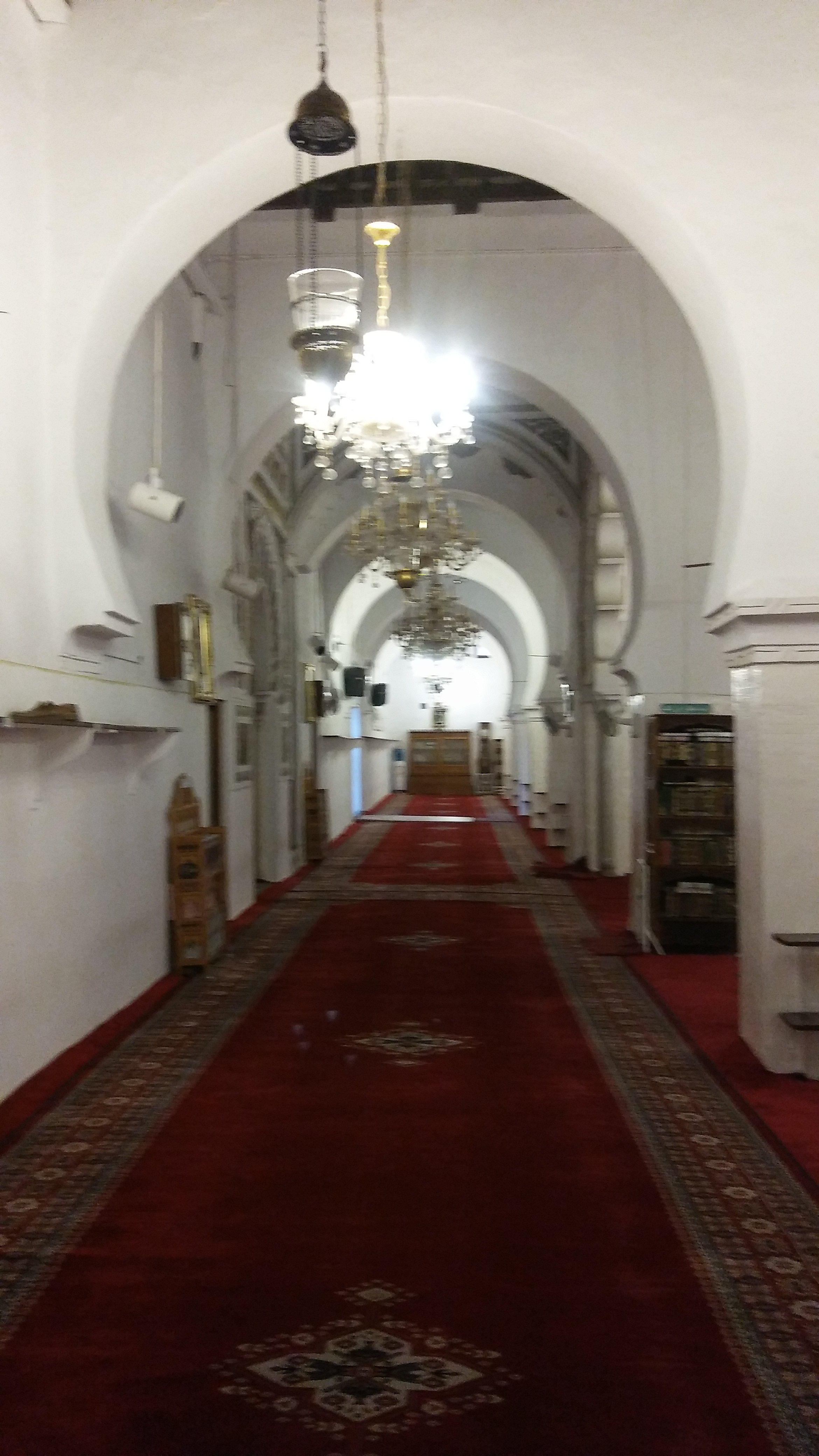
L'intérieur de la mosquée.
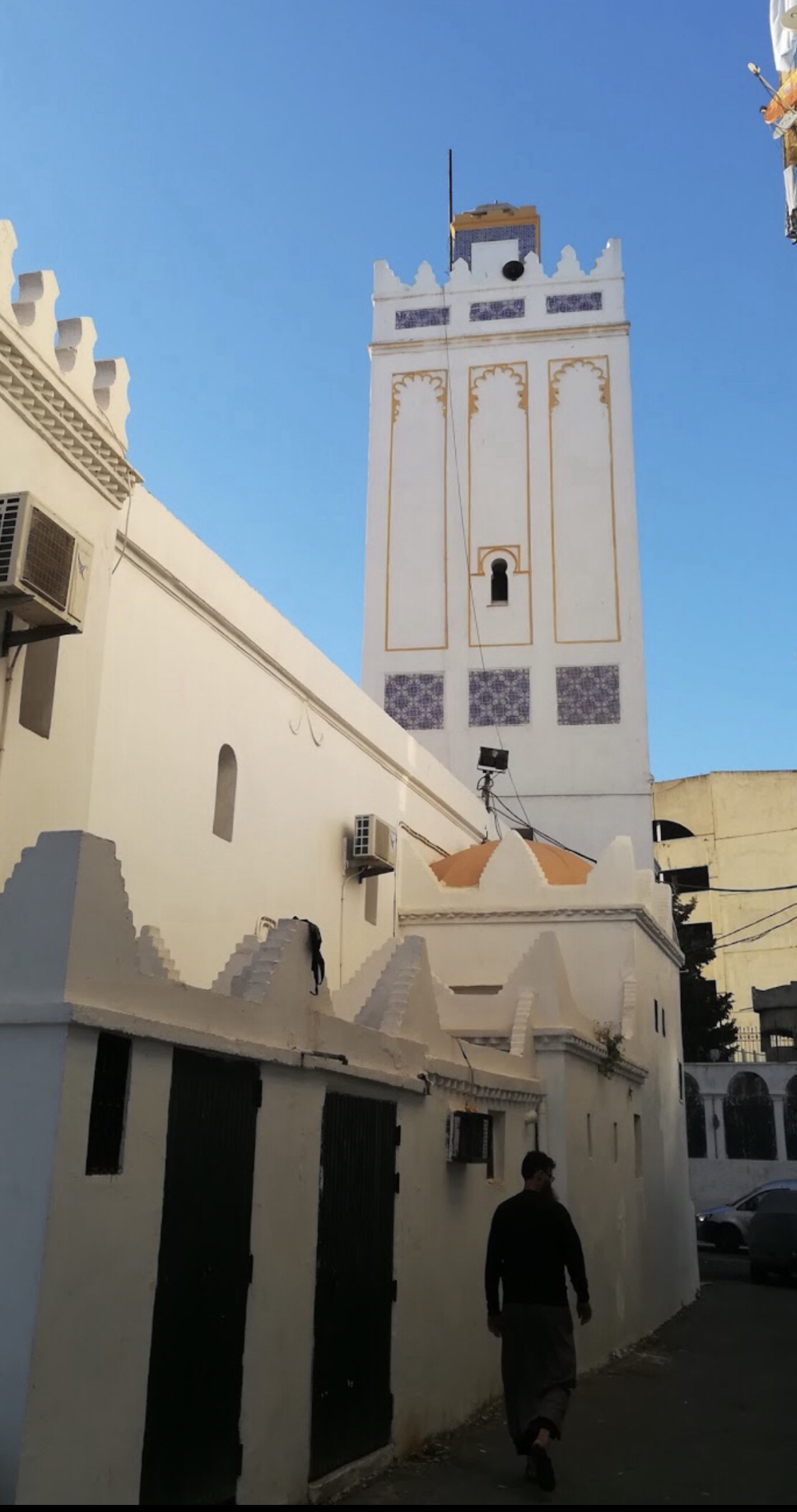
Vue sur le minaret de la grande mosquée depuis une ruelle.

### Sources
- « Alger, quelques-unes de ses mosquées d'après "Comité du Vieil Alger, Feuillets d'El-Djezaïr, Fondateur Henri Klein (1910), Éditions du Tell », sur www.alger-roi.fr, 29 septembre 2003 (consulté le 11 décembre 2015)
- Zineddine Sekfali, « Que peut-on encore sauver Alger ? », sur www.algerie-dz.com, El Watan, 18 avril 2005 (consulté le 11 décembre 2015)
- Ali Lafer, « Grande Mosquée (djamaa el-kebir) », sur www.discoverislamicart.org (consulté le 11 décembre 2015)
- Leila Merabet, « Minbar de la Grande Mosquée d'Alger », sur www.discoverislamicart.org (consulté le 11 décembre 2015)
- Rachid Bourouiba, Les inscriptions commémoratives des mosquées d’Algérie, Alger, Office des Publications Universitaires, 1984, 374 p. (OCLC 17604508), p. 81-86
- Rachid Bourouiba, L’art religieux musulman en Algérie, Alger, S.N.E.D., 1983, 2e éd. (1re éd. 1973), 343 p. (OCLC 432350294)
- Rachid Bourouiba, Apports de l’Algérie à l’architecture religieuse arabo-islamique, Alger, OPNA, 1986, 358 p. (OCLC 21521189)
- Albert Devoulx, Les édifices religieux de l'ancien Alger, Alger, Bastide, 1870, 270 p. (OCLC 490390051, lire en ligne) Extrait de la Revue africaine.
- Georges Marçais, L’architecture musulmane d’occident, Tunisie, Algérie, Espagne et Sicile, Paris, Arts et Métiers Graphiques, 1954, 1080 (OCLC 253985764)
- Comité du vieil Alger, Feuillets d'El-Djezaïr, Éd. du Tell, 2003, 364 p. (ISBN 978-9961-773-04-8, lire en ligne)